# Gustav Adolf von Halem

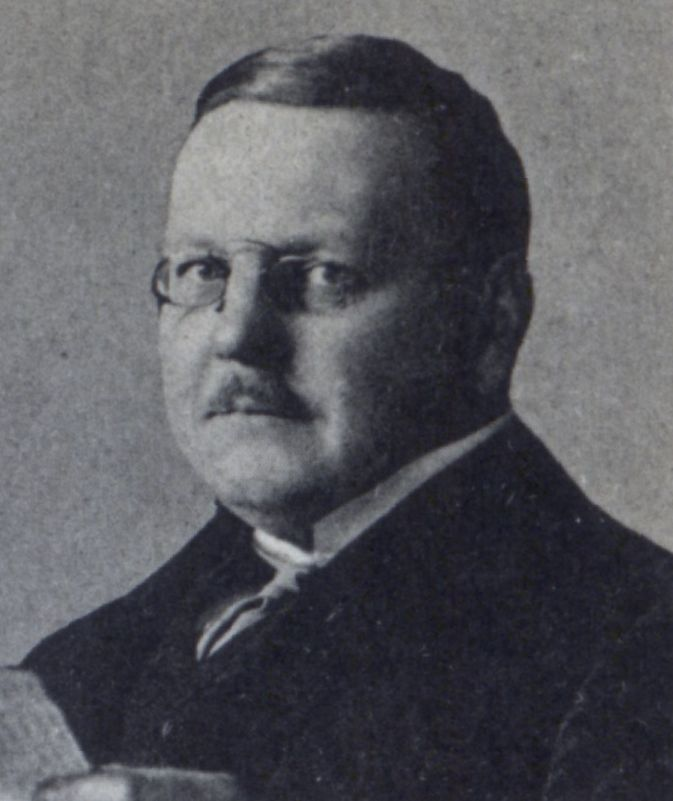
Gustav Adolf von Halem als Reichstagsabgeordneter 1912

Gustav Adolf von Halem (* 20. März 1870 in Bremen; † 21. November 1932 in Sondershausen) war Landrat, Hofmarschall und Mitglied des Deutschen Reichstags.
Seine Eltern waren Gustav Adolph von Halem (* 2. November 1830; † 25. Juni 1896) und dessen erste Ehefrau Marie Ottilie Dannemann (* 20. Februar 1848; † 30. März 1870). Der Verleger Otto von Halem war sein Bruder.

## Leben
Halem besuchte das Alte Gymnasium in Bremen und die Universität Heidelberg, Universität München und die Friedrich-Wilhelms-Universität zu Berlin. 1892 wurde er Gerichtsreferendar, 1895 Regierungsreferendar, 1897 Regierungsassessor, 1898 Hilfsarbeiter des Landrats in Ottweiler, 1900 Dezernent bei der Regierung in Marienwerder und 1904 Landrat in Schwetz, was er bis 1916 blieb. Weiter war er Oberleutnant der Landwehr und Hofmarschall beim letzten Schwarzburger Fürsten Günther Victor.
Seit 1904 war er Mitglied des Provinziallandtags von Westpreußen. 1908 gründete er die Kreisbank des Kreises Schwetz. Ab 1912 war er Mitglied des Deutschen Reichstags für den Wahlkreis Regierungsbezirk Marienwerder 5 Schwetz und die Deutsche Reichspartei.
Sein Mandat hat er am 9. Dezember 1912 niedergelegt, darauf wurde er wiedergewählt am 30. Dezember 1912. Dieses Mandat legte er am 4. Februar 1914 nochmals nieder und am 21. April 1914 wurde er wiedergewählt.
Er war verheiratet mit Hertha von Tiedemann (1879–1957), mit der er den Sohn Nikolaus Christoph von Halem hatte. Der zweite Sohn Hanno (* 11. Juni 1906; † 13. Juli 1994) heiratete die Gräfin Eugenie zu Stolberg-Stolberg (* 22. Juni 1914; † 3. November 2002).